# 黃葉鳳尾蘚
黃葉鳳尾蘚（学名：Fissidens crispulus）为鳳尾蘚科鳳尾蘚屬下的一个种。

## 扩展阅读
- 維基物種上的相關：黃葉鳳尾蘚